# Colombia en la clasificación de Conmebol para la Copa Mundial de Fútbol de 2010
La Selección de Colombia es una de las diez selecciones de fútbol que participaron en la Clasificación de Conmebol para la Copa Mundial de Fútbol de 2010, en la que se definieron los representantes de Conmebol para la Copa Mundial de Fútbol de 2010, que se desarrolló en Sudáfrica. 
La etapa preliminar —también denominada eliminatorias— se jugó en América del Sur, desde el 7 de octubre de 2007 y finalizó el 14 de octubre de 2009. En las eliminatorias, se jugaron 18 fechas con el formato de todos contra todos, con partidos de ida y vuelta.
El torneo definió cinco equipos  que representarán a la Confederación Sudamericana de Fútbol en la Copa Mundial de Fútbol. Los cuatro mejor posicionados, se clasificaron directamente al mundial mientras que el quinto ubicado, Uruguay, jugó repesca intercontinental frente a Costa Rica.

## Sistema de juego
El sistema de juego de las eliminatorias consistió por 4° ocasión consecutiva, en enfrentamientos de ida y vuelta todos contra todos, en total 18 jornadas, en formato de «liga». El calendario de partidos se mantuvo por tercera edición consecutiva desde que se impuso en las eliminatorias al mundial de 2002.  
Los primeros cuatro puestos accedieron de manera directa a la Copa Mundial de Fútbol de 2010, y el quinto disputó una serie eliminatoria a dos partidos de ida y vuelta (repechaje o repesca) frente a la selección clasificada al repechaje de las eliminatorias de Concacaf.

## Participante
| Selección de fútbol de Colombia |          |                                   |                           |                  |              |
| Ciudades                        | Ciudades | Estadio                           | Estadio                   | Entrenadores     | Entrenadores |
| Bogotá                          | Medellín | Estadio Nemesio Camacho El Campín | Estadio Atanasio Girardot | Jorge Luis Pinto | Eduardo Lara |
|                                 |          |                                   |                           |                  |              |
| Federación Colombiana de Fútbol |          |                                   |                           |                  |              |

## Proceso de clasificación

### Tabla de clasificación
| Equipo    | Pts | PJ | PG | PE | PP | GF | GC | Dif |
| --------- | --- | -- | -- | -- | -- | -- | -- | --- |
| Brasil    | 34  | 18 | 9  | 7  | 2  | 33 | 11 | 22  |
| Chile     | 33  | 18 | 10 | 3  | 5  | 32 | 22 | 10  |
| Paraguay  | 33  | 18 | 10 | 3  | 5  | 24 | 16 | 8   |
| Argentina | 28  | 18 | 8  | 4  | 6  | 23 | 20 | 3   |
| Uruguay   | 24  | 18 | 6  | 6  | 6  | 28 | 20 | 8   |
| Ecuador   | 23  | 18 | 6  | 5  | 7  | 22 | 26 | -4  |
| Colombia  | 23  | 18 | 6  | 5  | 7  | 14 | 18 | -4  |
| Venezuela | 22  | 18 | 6  | 4  | 8  | 23 | 29 | -6  |
| Bolivia   | 15  | 18 | 4  | 3  | 11 | 22 | 36 | -14 |
| Perú      | 13  | 18 | 3  | 4  | 11 | 11 | 34 | -23 |

| L\V                  | Bandera de Argentina | Bandera de Bolivia | Bandera de Brasil | Bandera de Chile | Bandera de Colombia | Bandera de Ecuador | Bandera de Paraguay | Bandera de Perú | Bandera de Uruguay | Bandera de Venezuela |
| Bandera de Argentina |                      | 3:0                | 1:3               | 2:0              | 1:0                 | 1:1                | 1:1                 | 2:1             | 2:1                | 4:0                  |
| Bandera de Bolivia   | 6:1                  |                    | 2:1               | 0:2              | 0:0                 | 1:3                | 4:2                 | 3:0             | 2:2                | 0:1                  |
| Bandera de Brasil    | 0:0                  | 0:0                |                   | 4:2              | 0:0                 | 5:0                | 2:1                 | 3:0             | 2:1                | 0:0                  |
| Bandera de Chile     | 1:0                  | 4:0                | 0:3               |                  | 4:0                 | 1:0                | 0:3                 | 2:0             | 0:0                | 2:2                  |
| Bandera de Colombia  | 2:1                  | 2:0                | 0:0               | 2:4              |                     | 2:0                | 0:1                 | 1:0             | 0:1                | 1:0                  |
| Bandera de Ecuador   | 2:0                  | 3:1                | 1:1               | 1:0              | 0:0                 |                    | 1:1                 | 5:1             | 1:2                | 0:1                  |
| Bandera de Paraguay  | 1:0                  | 1:0                | 2:0               | 0:2              | 0:2                 | 5:1                |                     | 1:0             | 1:0                | 2:0                  |
| Bandera de Perú      | 1:1                  | 1:0                | 1:1               | 1:3              | 1:1                 | 1:2                | 0:0                 |                 | 1:0                | 1:0                  |
| Bandera de Uruguay   | 0:1                  | 5:0                | 0:4               | 2:2              | 3:1                 | 0:0                | 2:0                 | 6:0             |                    | 1:1                  |
| Bandera de Venezuela | 0:2                  | 5:3                | 0:4               | 2:3              | 2:0                 | 3:1                | 1:2                 | 3:1             | 2:2                |                      |

|  | Clasificado directamente para la Copa Mundial de Fútbol de 2010.                                                  |
|  | Clasificado al Mundial 2010, ya que ganó la repesca intercontinental frente a Costa Rica, su similar de Concacaf. |
|  | Eliminado. |

|  | Triunfo de Colombia. |
|  | Empate.              |
|  | Derrota de Colombia. |

### Evolución de posiciones
| Fecha    | 1  | 2  | 3  | 4  | 5  | 6  | 7  | 8  | 9  | 10 | 11 | 12 | 13 | 14 | 15 | 16 | 17 | 18 |
| -------- | -- | -- | -- | -- | -- | -- | -- | -- | -- | -- | -- | -- | -- | -- | -- | -- | -- | -- |
| Colombia | 5º | 7º | 4º | 4° | 3° | 3º | 5º | 6º | 7º | 7º | 6º | 6º | 8º | 7° | 5° | 8° | 8° | 7° |

### Puntos obtenidos contra cada Selección durante las eliminatorias
La siguiente es una tabla detallada de los 23 puntos obtenidos contra cada una de las 9 selecciones que enfrentó la Selección Colombia durante las eliminatorias a Sudáfrica 2010. 
| VS        | Bandera de Argentina | Bandera de Bolivia | Bandera de Brasil | Bandera de Chile | Bandera de Ecuador | Bandera de Paraguay | Bandera de Perú | Bandera de Uruguay | Bandera de Venezuela | Total | Pos |
| --------- | -------------------- | ------------------ | ----------------- | ---------------- | ------------------ | ------------------- | --------------- | ------------------ | -------------------- | ----- | --- |
| Local     | 3                    | 3                  | 1                 | 0                | 3                  | 0                   | 3               | 0                  | 3                    | 16    | 5º  |
| Visitante | 0                    | 1                  | 1                 | 0                | 1                  | 3                   | 1               | 0                  | 0                    | 7     | 8º  |
| Total     | 3                    | 4                  | 2                 | 0                | 4                  | 3                   | 4               | 0                  | 3                    | 23    | 7º  |

### Partidos

#### Primera vuelta
| Jornada   | Fecha                    | Estadio                           | Racha | Local    |                     | Resultado |                      | Visitante |
| --------- | ------------------------ | --------------------------------- | ----- | -------- | ------------------- | --------- | -------------------- | --------- |
| Jornada 1 | 14 de octubre de 2007    | Nemesio Camacho El Campín, Bogotá |       | Colombia | Bandera de Colombia | 0:0       | Bandera de Brasil    | Brasil    |
| Jornada 2 | 17 de octubre de 2007    | Hernando Siles, La Paz            |       | Bolivia  | Bandera de Bolivia  | 0:0 (0:0) | Bandera de Colombia  | Colombia  |
| Jornada 3 | 17 de noviembre de 2007  | Nemesio Camacho El Campín, Bogotá | Sí    | Colombia | Bandera de Colombia | 1:0 (0:0) | Bandera de Venezuela | Venezuela |
| Jornada 4 | 20 de noviembre de 2007  | Nemesio Camacho El Campín, Bogotá | Sí    | Colombia | Bandera de Colombia | 2:1 (0:1) | Bandera de Argentina | Argentina |
| Jornada 5 | 14 de junio de 2008      | «Monumental de Ate», Lima         |       | Perú     | Bandera de Perú     | 1:1 (1:1) | Bandera de Colombia  | Colombia  |
| Jornada 6 | 18 de junio de 2008      | Olímpico Atahualpa, Quito         |       | Ecuador  | Bandera de Ecuador  | 0:0       | Bandera de Colombia  | Colombia  |
| Jornada 7 | 6 de septiembre de 2008  | Nemesio Camacho El Campín, Bogotá | No    | Colombia | Bandera de Colombia | 0:1 (0:1) | Bandera de Uruguay   | Uruguay   |
| Jornada 8 | 10 de septiembre de 2008 | Nacional, Santiago                | No    | Chile    | Bandera de Chile    | 4:0 (2:0) | Bandera de Colombia  | Colombia  |
| Jornada 9 | 11 de octubre de 2008    | Nemesio Camacho El Campín, Bogotá | No    | Colombia | Bandera de Colombia | 0:1 (0:1) | Bandera de Paraguay  | Paraguay  |

#### Segunda vuelta
| Jornada    | Fecha                   | Estadio                           | Racha | Local     |                      | Resultado |                     | Visitante |
| ---------- | ----------------------- | --------------------------------- | ----- | --------- | -------------------- | --------- | ------------------- | --------- |
| Jornada 10 | 15 de octubre de 2008   | «Maracanã», Río de Janeiro        |       | Brasil    | Bandera de Brasil    | 0:0       | Bandera de Colombia | Colombia  |
| Jornada 11 | 28 de marzo de 2009     | Nemesio Camacho El Campín, Bogotá | Sí    | Colombia  | Bandera de Colombia  | 2:0 (1:0) | Bandera de Bolivia  | Bolivia   |
| Jornada 12 | 31 de marzo de 2009     | Cachamay, Puerto Ordaz            | No    | Venezuela | Bandera de Venezuela | 2:0 (0:0) | Bandera de Colombia | Colombia  |
| Jornada 13 | 6 de junio de 2009      | «Monumental», Buenos Aires        | No    | Argentina | Bandera de Argentina | 1:0 (0:0) | Bandera de Colombia | Colombia  |
| Jornada 14 | 10 de junio de 2009     | Atanasio Girardot, Medellín       | Sí    | Colombia  | Bandera de Colombia  | 1:0 (1:0) | Bandera de Perú     | Perú      |
| Jornada 15 | 5 de septiembre de 2009 | Atanasio Girardot, Medellín       | Sí    | Colombia  | Bandera de Colombia  | 2:0 (0:0) | Bandera de Ecuador  | Ecuador   |
| Jornada 16 | 9 de septiembre de 2009 | Centenario, Montevideo            | No    | Uruguay   | Bandera de Uruguay   | 3:1 (1:0) | Bandera de Colombia | Colombia  |
| Jornada 17 | 10 de octubre de 2009   | Atanasio Girardot, Medellín       | No    | Colombia  | Bandera de Colombia  | 2:4 (1:2) | Bandera de Chile    | Chile     |
| Jornada 18 | 14 de octubre de 2009   | Defensores del Chaco, Asunción    | Sí    | Paraguay  | Bandera de Paraguay  | 0:2 (0:0) | Bandera de Colombia | Colombia  |

## Estadísticas

### Convocados
| N.º | Pos.          | Nombre                  | Equipos (1)                                                   | Part. convocado(2) | PJ | Minutos jugados | Goles anotados | Tarjetas Amarillas | Segunda tarjeta amarilla y tarjeta roja | Tarjetas roja directa |
| --- | ------------- | ----------------------- | ------------------------------------------------------------- | ------------------ | -- | --------------- | -------------- | ------------------ | --------------------------------------- | --------------------- |
| 1.  | Portero       | Agustín Julio           | Deportes Tolima (2007) Independiente Santa Fe (2008-2009)     | 18                 | 12 | 1080'           | 0              | 1                  | 0                                       | 0                     |
| 2.  | Portero       | David Ospina            | Atlético Nacional (2007-2008) Niza (2008-2009)                | 10                 | 6  | 540'            | 0              | 0                  | 0                                       | 0                     |
| 3.  | Portero       | Róbinson Zapata         | Steaua Bucarest                                               | 16                 | 0  | 0'              | 0              | 0                  | 0                                       | 0                     |
| 4.  | Portero       | Miguel Calero           | Pachuca                                                       | 8                  | 0  | 0'              | 0              | 0                  | 0                                       | 0                     |
| 5.  | Portero       | Oscar Córdoba           | Millonarios                                                   | 2                  | 0  | 0'              | 0              | 0                  | 0                                       | 0                     |
| 6.  | Defensa       | Rubén Bustos            | Cúcuta Deportivo (2007) Grêmio (2007-2008)                    | 4                  | 3  | 270'            | 2              | 1                  | 0                                       | 0                     |
| 7.  | Defensa       | Cristian Zapata         | Udinese                                                       | 10                 | 7  | 630'            | 0              | 0                  | 0                                       | 0                     |
| 8.  | Defensa       | Gerardo Vallejo         | Deportes Tolima                                               | 4                  | 1  | 90'             | 0              | 0                  | 0                                       | 0                     |
| 9.  | Defensa       | Pedro Portocarrero      | Cúcuta Deportivo                                              | 6                  | 2  | 94'             | 0              | 0                  | 0                                       | 0                     |
| 10. | Defensa       | Camilo Zúñiga           | Atlético Nacional (2007-2008) Siena (2008-2009) Napoli (2009) | 16                 | 13 | 1019'           | 0              | 1                  | 0                                       | 0                     |
| 11. | Defensa       | Pablo Armero            | América de Cali (2007-2008) Palmeiras (2009)                  | 12                 | 9  | 802'            | 0              | 4                  | 0                                       | 0                     |
| 12. | Defensa       | Luis Amaranto Perea     | Atlético de Madrid                                            | 16                 | 8  | 720'            | 0              | 1                  | 0                                       | 0                     |
| 13. | Defensa       | Iván Ramiro Córdoba     | Inter                                                         | 8                  | 3  | 270'            | 0              | 1                  | 0                                       | 0                     |
| 14. | Defensa       | Luis Núñez              | Once Caldas                                                   | 4                  | 1  | 45'             | 0              | 0                  | 0                                       | 0                     |
| 15. | Defensa       | Mario Yepes             | París Saint-Germain (2007-2008) Chievo Verona (2008-2009)     | 12                 | 9  | 810'            | 0              | 2                  | 0                                       | 0                     |
| 16. | Defensa       | Humberto Mendoza        | Atlético Nacional                                             | 4                  | 0  | 0'              | 0              | 0                  | 0                                       | 0                     |
| 17. | Defensa       | Aquivaldo Mosquera      | Sevilla (2007-2009) América (2009)                            | 10                 | 7  | 630'            | 0              | 2                  | 0                                       | 0                     |
| 18. | Defensa       | Walter Moreno           | Cúcuta Deportivo (2007) Atlético Nacional (2008-2009)         | 6                  | 6  | 540'            | 0              | 1                  | 0                                       | 0                     |
| 19. | Defensa       | Estiven Vélez           | Atlético Nacional                                             | 12                 | 5  | 430'            | 0              | 1                  | 0                                       | 0                     |
| 20. | Defensa       | Javier Arizala          | Deportes Tolima (2007) Independiente Santa Fe (2008-2009)     | 6                  | 1  | 90'             | 0              | 1                  | 0                                       | 0                     |
| 21. | Defensa       | Elvis González          | Cúcuta Deportivo                                              | 2                  | 1  | 90'             | 0              | 0                  | 0                                       | 0                     |
| 22. | Defensa       | Jossimar Mosquera       | Arsenal de Sarandí                                            | 8                  | 1  | 45'             | 0              | 0                  | 0                                       | 0                     |
| 23. | Mediocampista | Fabián Vargas           | Internacional (2007) Boca Juniors (2007-2009) Almería (2009)  | 14                 | 8  | 563'            | 0              | 2                  | 0                                       | 0                     |
| 24. | Mediocampista | Carlos Sánchez          | Valenciennes                                                  | 10                 | 8  | 620'            | 0              | 2                  | 0                                       | 0                     |
| 25. | Mediocampista | Gerardo Bedoya          | Millonarios                                                   | 8                  | 3  | 246'            | 0              | 3                  | 0                                       | 0                     |
| 26. | Mediocampista | Abel Aguilar            | Xerez (2007-2008) Hércules (2008-2009) Real Zaragoza (2009)   | 10                 | 7  | 448'            | 0              | 1                  | 0                                       | 1                     |
| 27. | Mediocampista | Jhon Viáfara            | Southampton (2007-2008) Once Caldas (2008-2009)               | 4                  | 2  | 107'            | 0              | 0                  | 0                                       | 0                     |
| 28. | Mediocampista | Vladimir Marin          | Club Libertad (2007-2009) Toluca (2009)                       | 10                 | 5  | 425'            | 0              | 1                  | 0                                       | 0                     |
| 29. | Mediocampista | Juan Carlos Toja        | Steaua Bucarest                                               | 10                 | 1  | 90'             | 0              | 0                  | 0                                       | 0                     |
| 30. | Mediocampista | Yulián Anchico          | Independiente Santa Fe                                        | 14                 | 3  | 229'            | 0              | 1                  | 0                                       | 0                     |
| 31. | Mediocampista | Fredy Guarín            | Saint-Étienne (2007-2008) Porto (2008-2009)                   | 14                 | 11 | 849'            | 0              | 1                  | 0                                       | 0                     |
| 32. | Mediocampista | José Amaya              | Atlético Nacional                                             | 12                 | 6  | 540'            | 0              | 3                  | 0                                       | 0                     |
| 33. | Mediocampista | Jairo Palomino          | Atlético Nacional                                             | 2                  | 0  | 0'              | 0              | 0                  | 0                                       | 0                     |
| 34. | Mediocampista | Elkin Soto              | Mainz 05                                                      | 2                  | 1  | 80'             | 0              | 0                  | 0                                       | 0                     |
| 35. | Mediocampista | Giovanni Hernández      | Junior                                                        | 14                 | 7  | 314'            | 0              | 0                  | 0                                       | 0                     |
| 36. | Mediocampista | Macnelly Torres         | Cúcuta Deportivo (2007-2008) Colo Colo (2008-2009)            | 12                 | 8  | 492'            | 1              | 0                  | 0                                       | 0                     |
| 37. | Mediocampista | Giovanni Moreno         | Atlético Nacional                                             | 4                  | 3  | 184'            | 1              | 0                  | 0                                       | 0                     |
| 38. | Mediocampista | Christian Marrugo       | Deportes Tolima                                               | 6                  | 2  | 67'             | 0              | 1                  | 0                                       | 0                     |
| 39. | Mediocampista | Aldo Leão Ramírez       | Atlético Nacional (2007) Monarcas Morelia (2008)              | 4                  | 3  | 114'            | 0              | 0                  | 0                                       | 0                     |
| 40. | Mediocampista | Stalin Motta            | La Equidad                                                    | 4                  | 1  | 20'             | 0              | 0                  | 0                                       | 0                     |
| 41. | Mediocampista | Jaime Castrillón        | Independiente Medellín                                        | 4                  | 4  | 219'            | 0              | 1                  | 0                                       | 0                     |
| 42. | Mediocampista | Freddy Grisales         | Colón (2007) Independiente (2008)                             | 6                  | 4  | 128'            | 0              | 0                  | 0                                       | 0                     |
| 43. | Mediocampista | David Ferreira          | Atlético Nacional                                             | 8                  | 4  | 193'            | 0              | 0                  | 0                                       | 0                     |
| 44. | Mediocampista | Juan Guillermo Cuadrado | Udinese                                                       | 2                  | 0  | 0'              | 0              | 0                  | 0                                       | 0                     |
| 45. | Mediocampista | Juan Pablo Pino         | Mónaco                                                        | 2                  | 1  | 23'             | 0              | 0                  | 0                                       | 0                     |
| 46. | Mediocampista | Juan Carlos Escobar     | Krylia Sovetov                                                | 2                  | 1  | 54'             | 0              | 0                  | 0                                       | 0                     |
| 47. | Mediocampista | Jorge Banguero          | Millonarios                                                   | 2                  | 1  | 5'              | 0              | 0                  | 0                                       | 0                     |
| 48. | Delantero     | Dorlan Pabón            | Envigado                                                      | 4                  | 2  | 71'             | 0              | 0                  | 0                                       | 0                     |
| 49. | Delantero     | Teófilo Gutiérrez       | Junior                                                        | 6                  | 3  | 149'            | 1              | 0                  | 0                                       | 1                     |
| 50. | Delantero     | Dayro Moreno            | Steaua Bucarest                                               | 8                  | 5  | 174'            | 1              | 1                  | 0                                       | 0                     |
| 51. | Delantero     | Carlos Darwin Quintero  | Santos Laguna                                                 | 10                 | 5  | 249'            | 0              | 0                  | 0                                       | 0                     |
| 52. | Delantero     | Adrián Ramos            | América de Cali                                               | 10                 | 5  | 218'            | 1              | 0                  | 0                                       | 0                     |
| 53. | Delantero     | Radamel Falcao          | River Plate (2007-2009) Porto (2009)                          | 16                 | 10 | 710'            | 1              | 0                  | 0                                       | 0                     |
| 54. | Delantero     | Hugo Rodallega          | Necaxa (2007-2008) Wigan (2009)                               | 18                 | 10 | 497'            | 1              | 0                  | 0                                       | 0                     |
| 55. | Delantero     | Jackson Martínez        | Independiente Medellín                                        | 6                  | 4  | 222'            | 3              | 0                  | 0                                       | 0                     |
| 56. | Delantero     | Jherson Córdoba         | La Equidad                                                    | 2                  | 1  | 10'             | 0              | 0                  | 0                                       | 0                     |
| 57. | Delantero     | Wason Rentería          | Racing Estrasburgo (2007-2008) Sporting Braga (2008-2009)     | 14                 | 9  | 681'            | 1              | 4                  | 0                                       | 0                     |
| 58. | Delantero     | Freddy Montero          | Deportivo Cali                                                | 6                  | 1  | 55'             | 0              | 0                  | 0                                       | 0                     |
| 59. | Delantero     | Tressor Moreno          | Veracruz (2007) San Luis (2007-2009)                          | 8                  | 4  | 231'            | 0              | 0                  | 0                                       | 0                     |
| 60. | Delantero     | Edixon Perea            | Bordeaux (2007) Grêmio (2007-2009)                            | 6                  | 2  | 99'             | 0              | 1                  | 0                                       | 0                     |
| 61. | Delantero     | Carmelo Valencia        | Atlético Nacional                                             | 4                  | 1  | 63'             | 0              | 0                  | 0                                       | 0                     |
| 62. | Delantero     | Sergio Herrera          | Deportivo Cali                                                | 4                  | 0  | 0'              | 0              | 0                  | 0                                       | 0                     |
| 63. | Delantero     | Milton Rodríguez        | Deportivo Cali                                                | 4                  | 1  | 15'             | 0              | 0                  | 0                                       | 0                     |

|  | (1) En «Equipos», solo se tienen en cuenta los clubes en los cuales el jugador militaba al momento de ser convocado. (2) En «Partidos convocado», no se tienen en cuenta las convocatorias en las cuales el jugador fue descartado por lesión y/u otro inconveniente. |

### Goleadores
En este apartado se encuentran, en detalle, los jugadores que han marcado goles con la camiseta de la selección de Colombia, durante las eliminatorias 2010:
| Jugador           | Equipos (1)                     | Goles anotados | PJ | Minutos jugados | Tarjetas Amarillas | Doble tarjeta amarilla y tarjeta roja | Tarjetas roja directa |
| ----------------- | ------------------------------- | -------------- | -- | --------------- | ------------------ | ------------------------------------- | --------------------- |
| Jackson Martínez  | Independiente Medellin          | 3              | 4  | 222'            | 0                  | 0                                     | 0                     |
| Rubén Bustos      | Cúcuta Deportivo                | 2              | 3  | 270'            | 1                  | 0                                     | 0                     |
| Hugo Rodallega    | Necaxa (2007-2008) Wigan (2009) | 2              | 10 | 497'            | 1                  | 0                                     | 0                     |
| Dayro Moreno      | Steaua Bucarest                 | 1              | 5  | 174'            | 1                  | 0                                     | 0                     |
| Teófilo Gutiérrez | Junior                          | 1              | 3  | 149'            | 0                  | 0                                     | 1                     |
| Giovanni Moreno   | Atlético Nacional               | 1              | 3  | 184'            | 0                  | 0                                     | 0                     |
| Adrián Ramos      | América de Cali                 | 1              | 5  | 218'            | 0                  | 0                                     | 0                     |
| Macnelly Torres   | Colo Colo                       | 1              | 8  | 492'            | 0                  | 0                                     | 0                     |
| Wason Rentería    | Sporting Braga                  | 1              | 9  | 681'            | 4                  | 0                                     | 0                     |
| Radamel Falcao    | River Plate                     | 1              | 10 | 710'            | 0                  | 0                                     | 0                     |

|  | (1) En «Equipos», solo se tienen en cuenta los clubes en los cuales el jugador militaba al momento de anotar un gol. |

### Asistencias
En este apartado se encuentran, en detalle, los jugadores que han hecho asistencias con la camiseta de la selección de Colombia, durante las eliminatorias:
| Jugador                | Asistencias | PJ | Minutos jugados |
| ---------------------- | ----------- | -- | --------------- |
| Pablo Armero           | 3           | 9  | 802'            |
| Giovanni Moreno        | 2           | 3  | 184'            |
| Hugo Rodallega         | 1           | 10 | 497'            |
| Wason Rentería         | 1           | 9  | 681'            |
| Carlos Darwin Quintero | 1           | 5  | 249'            |
| Cristian Zapata        | 1           | 7  | 630'            |

### Resultado Final
| Colombia  |
| Eliminado |

## Uniforme
Para las eliminatorias al mundial Sudáfrica 2010 los uniformes de Colombia son confeccionados por la multinacional italiana Lotto. 
| Proveedor                | Proveedor |
| Ubicación                | Marca     |
| ------------------------ | --------- |
| Pecho, pantalón y medias | Lotto     |

#### Uniformes
| Uniforme                                                       | Jugadores de campo    | Jugadores de campo    | Jugadores de campo    | Jugadores de campo | Entrenamiento | Entrenamiento |
| Uniforme                                                       | Titular 1             | Titular 2             | Alternativo 1         | Alternativo 2      | Primero       | Segundo       |
| -------------------------------------------------------------- | --------------------- | --------------------- | --------------------- | ------------------ | ------------- | ------------- |
| Imagen                                                         |                       |                       |                       |                    |               |               |
| Partidos utilizado                                             | 7                     | 7                     | 1                     | 0                  | -             | -             |
| Primer partido                                                 | 14 de octubre de 2007 | 28 de marzo de 2009   | 15 de octubre de 2008 | -                  | -             | -             |
| Último partido                                                 | 11 de octubre de 2008 | 10 de octubre de 2009 | 15 de octubre de 2008 | -                  | -             | -             |
| Actualizado al último partido jugado el: 14 de octubre de 2009 |                       |                       |                       |                    |               |               |

#### Uniformes de arquero
| Uniforme                                                       | Arquero                 | Arquero             |
| Uniforme                                                       | Primero                 | Segundo             |
| -------------------------------------------------------------- | ----------------------- | ------------------- |
| Imagen                                                         |                         |                     |
| Partidos utilizado                                             | 8                       | 1                   |
| Primer partido                                                 | 14 de octubre de 2007   | 28 de marzo de 2009 |
| Último partido                                                 | 9 de septiembre de 2009 | 28 de marzo de 2009 |
| Actualizado al ultimo partido jugado el: 14 de octubre de 2009 |                         |                     |

#### Variantes de uniforme
| Uniforme                                                       | Local                    | Local                 | Visitante           |
| Uniforme                                                       | Variante 1               | Variante 2            | Variante 1          |
| -------------------------------------------------------------- | ------------------------ | --------------------- | ------------------- |
| Imagen                                                         |                          |                       |                     |
| Partidos utilizado                                             | 1                        | 1                     | 1                   |
| Primer partido                                                 | 10 de septiembre de 2008 | 14 de octubre de 2009 | 18 de junio de 2008 |
| Último partido                                                 | 10 de septiembre de 2008 | 14 de octubre de 2009 | 18 de junio de 2008 |
| Actualizado al ultimo partido jugado el: 14 de octubre de 2009 |                          |                       |                     |

#### Variantes de uniforme de arquero
| Uniforme                                                       | Arquero               | Arquero                 | Arquero               |                       |
| Uniforme                                                       | Variante 1            | Variante 2              | Variante 3            | Variante 4            |
| -------------------------------------------------------------- | --------------------- | ----------------------- | --------------------- | --------------------- |
| Imagen                                                         |                       |                         |                       |                       |
| Partidos utilizado                                             | 3                     | 3                       | 2                     | 1                     |
| Primer partido                                                 | 17 de octubre de 2007 | 18 de junio de 2008     | 10 de junio de 2009   | 14 de octubre de 2009 |
| Último partido                                                 | 15 de octubre de 2008 | 5 de septiembre de 2009 | 10 de octubre de 2009 | 14 de octubre de 2009 |
| Actualizado al ultimo partido jugado el: 14 de octubre de 2009 |                       |                         |                       |                       |